# Голубянка ферганская
Голубянка ферганская (лат. Rueckbeilia fergana) — вид бабочек из семейства голубянки.

## Этимология названия
Fergana (топонимическое) имеется ввиду живущая в Ферганской долине Средней Азии.

## Описание
Длина переднего крыла 12—15 мм. Половой диморфизм выражен — сверху самцы синие, самки буро-синие. В центральной ячейке с нижней стороны крыльев пятна отсутствуют. Чёрные пятна субмаргинального ряда на нижней стороне задних крыльев центрированы блестящими голубыми чешуйками. Голова с голыми глазами (без волосков). Булава усиков состоит из 11 члеников.

## Ареал и места обитания
Северо-западный Памир, весь Тянь-Шань, Южный Алтай, Западный и Северный Гиссар, Алай, Дарваз,  и меловая гряда Актолагай в Северо-западном Казахстане. Вид населяет меловые склоны гряды с выходами глины с редкой цветущей растительностью, в остепненных или полупустынных участках.

## Биология
Развивается в одном поколении за год. Время лёта отмечается в мае.